# 1183

## Починали
- Алексий II Комнин, византийски император